# Khánh Hồng
Khánh Hồng là một xã cũ thuộc huyện Yên Khánh cũ, tỉnh Ninh Bình, Việt Nam.

## Địa lý
Xã Khánh Hồng nằm ở phía tây nam huyện Yên Khánh, nằm bên bờ sông Vạc, cách trung tâm thành phố Ninh Bình 21 km, có vị trí địa lý: 
- Phía đông giáp xã Khánh Nhạc
- Phía nam giáp huyện Kim Sơn
- Phía tây giáp huyện Yên Mô
- Phía bắc giáp thị trấn Yên Ninh.

Xã Khánh Hồng có diện tích 8,41 km², dân số năm 2019 là 9.021 người, mật độ dân số đạt 1.073 người/km².

## Hành chính
Xã Khánh Hồng được chia thành 7 thôn: Bình Hoà, Duyên Phúc, Đồng Mới, Đức Hậu, Yên Mật, Mật Như, Thổ Mật.

## Lịch sử
Tháng 1 năm 1965, xã Yên Lạc của huyện Yên Mô được sáp nhập vào huyện Yên Khánh và đổi tên thành xã Khánh Hồng.
Ngày 27 tháng 4 năm 1977, Hội đồng chính phủ ban hành Quyết định 125-CP về việc sáp nhập xã Khánh Hồng thuộc huyện Yên Khánh mới giải thể vào huyện Kim Sơn.
Ngày 4 tháng 7 năm 1994, Chính phủ ban hành Nghị định số 59-CP về việc chuyển xã Khánh Hồng thuộc huyện Kim Sơn về huyện Yên Khánh mới tái lập quản lý.

## Kinh tế
Chợ Khánh Hồng - Xóm 3 - Xã Khánh Hồng là một trong 8 chợ ở Yên Khánh trong danh sách các chợ loại 1, 2, 3 ở Ninh Bình.